# Ziyariden

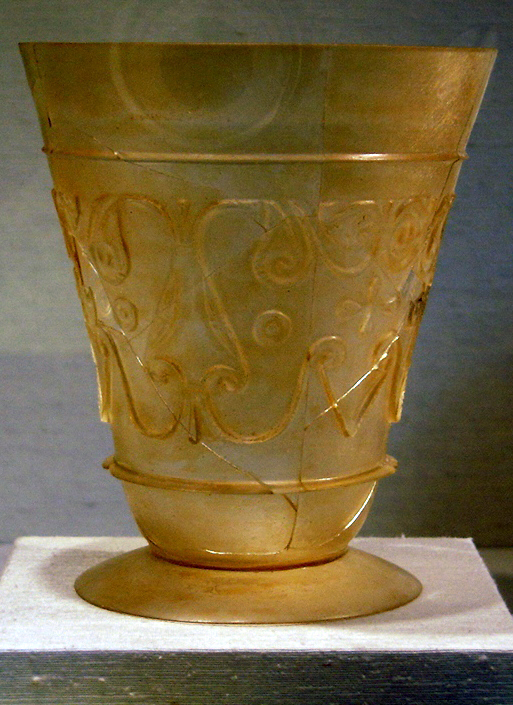
Drinkbeker van de Ziyariden

De Ziyariden (of Zeyariden) (Perzisch: زیاریان of آل زیار) vormden een Iraanse dynastie, die regeerden in de streek aan de zuidkant van de Kaspische Zee, in wat nu de Iraanse provincies Golestan en Mazandaran zijn. De Ziyariden regeerden tussen 928 en 1043. De stichter van deze dynastie was Mardavij (r. 927 - 935), die na een opstand in het leger van de Samaniden, de macht greep in noordelijk Iran. Hierna breidde hij zijn gebied uit en veroverde ook de belangrijke steden Hamadan en Isfahan en Amol. Na zijn dood kwam de Buyiden aan de macht in Iran.
De Ziyariden bouwden de toren Gonbad-e Qabus.